# Lidia Zajdel-Peterkowska
Lidia Zajdel-Peterkowska (ur. 1 marca 1936 w Zawierciu) – polska lekkoatletka, sprinterka.

## Kariera
Srebrna medalistka mistrzostw kraju w biegu na 200 metrów (1956).
W 1955 ukończyła Technikum Mechaniczne w Mielcu, w latach 1955–1991 pracowała w WSK Mielec. Była instruktorką lekkoatletyki i pływania w Stali Mielec.

## Rekordy życiowe
- Bieg na 100 metrów – 12,1 (1956)[1]
- Bieg na 200 metrów – 25,5 (1958)[1]
- Bieg na 80 metrów przez płotki – 11,9 (1957)[1]
- Skok w dal – 5,35 (1958)[1]